# L'uomo che uccideva a sangue freddo
L'uomo che uccideva a sangue freddo (Traitement de choc) è un film del 1973 diretto da Alain Jessua.
Dietro al benessere e alla gioventù offerti da una clinica esclusiva, una donna scopre degli orrori. Thriller francese con sfumature horror e due protagonisti di fama: Annie Girardot e Alain Delon.

## Trama
L'imprenditrice di moda Hélène sta attraversando una crisi sentimentale dopo che il suo compagno l'ha lasciata per una donna più giovane. Decisa ad affidarsi alle cure del dottor Devilars, celebre per i suoi metodi di ringiovanimento, Hélène giunge alla sua clinica e constata che i facoltosi clienti sembrano tutti estremamente soddisfatti degli effetti delle cure. Tuttavia, già dopo il primo giorno, Hélène è assalita da forti sospetti. Dapprima assiste allo sfogo dell'amico Jérôme, che deve lasciare la clinica perché non è in grado di saldare il conto. L'uomo è fuori di sé e, pur avendo da ridire sulle metodologie di cura, le ritiene indispensabili per la sua salute, e dunque vorrebbe trovare il modo di restare alla clinica pur essendo sommerso dai debiti.
Il giorno seguente il suo sfogo, Jérôme viene ritrovato morto tra gli scogli, ufficialmente suicida. Sconvolta, Hélène decide di andarsene ma il dottor Devilars, pur non costringendola apertamente a rimanere, le spiega di ritenere indispensabili per lei almeno altri dieci giorni in clinica, per riprendersi dallo choc. La donna si convince, ma subito dopo deve raccogliere un altro sfogo, quello del giovane inserviente João, che lamenta problemi di salute riconducibili a non meglio precisate cause connesse al suo lavoro nella clinica.
Devilars continua ad irretire Hélène che, contrariamente a tutti gli altri degenti della clinica, continua a nutrire sospetti sulla struttura e sui suoi occupanti. Anche João scompare misteriosamente, mentre gli inservienti, sempre di lingua portoghese e giovanissimi, subiscono un avvicendamento continuo. Indagando per proprio conto, Hélène scopre che il segreto delle cure è dovuto a un componente che Devilars e il suo collega Bernard estraggono dagli agnelli e che fungerebbe da elisir di lunga vita. Alla scomparsa di un altro inserviente, Manoel, la donna va più a fondo e scopre che all'origine delle costose e prodigiose cure non ci sono animali, ma esseri umani.
Smascherato Devilars, Hélène, in un impeto d'ira e per legittima difesa, dopo una violenta lotta lo uccide colpendolo ripetutamente al ventre con un bisturi, pensando di porre finalmente fine alla fabbrica degli orrori. La donna si costituisce immediatamente e denuncia tutto l'accaduto. Nel frattempo però, il dottor Bernard ha occultato tutte le prove che riconducevano a lui e alla clinica, così le accuse della donna vengono ritenute conseguenza del suo delirio di povera esaurita, sotto choc per il recente suicidio di un amico. Mentre Hélène viene portata in prigione, alla clinica giunge un pulmino pieno di nuovi giovani inservienti.

## Produzione
Gli esterni del film sono girati in Bretagna, nell'isola di Belle-Île-en-Mer.